# Côte-Nord

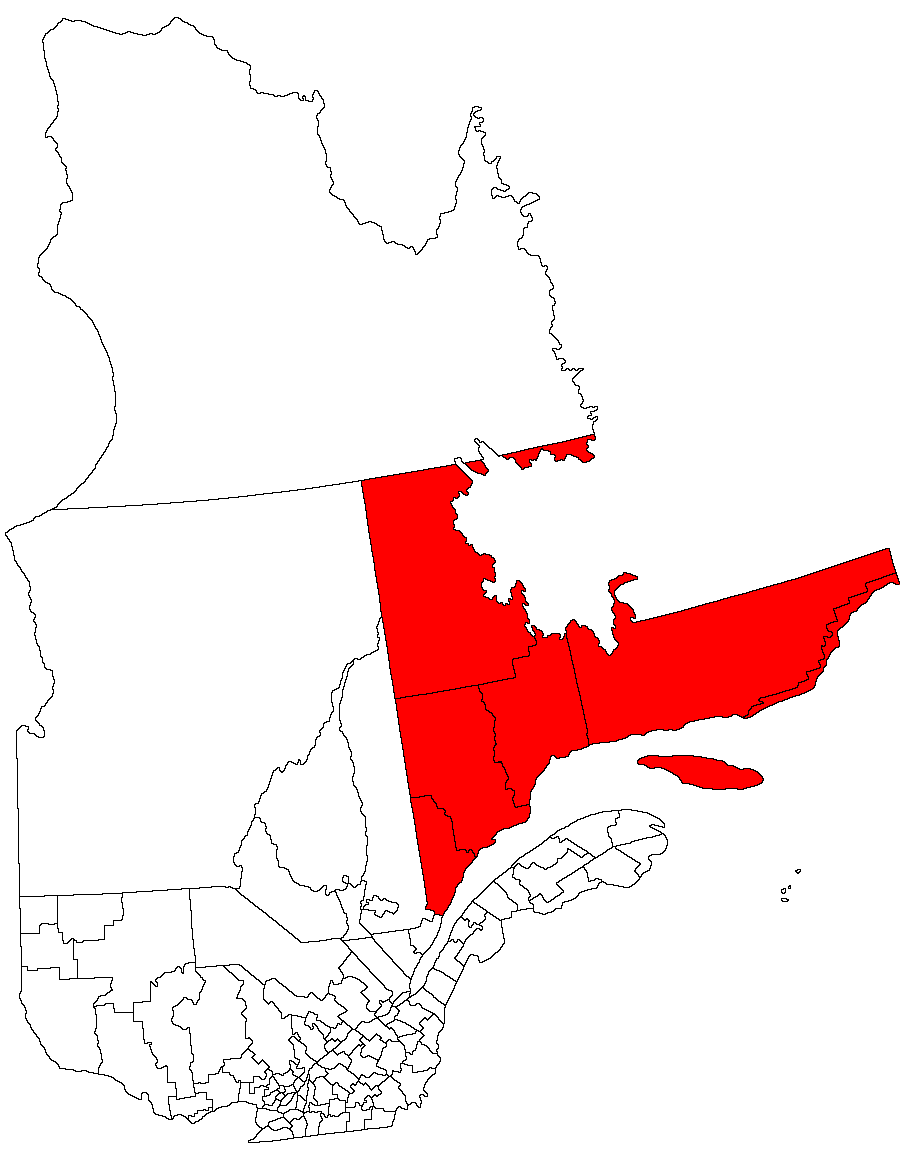
Localização da região administrativa de Côte-Nord no Quebec.

O Côte-Nord  (em português:  Costa Norte) é a segunda maior região administrativa (por área) da província canadense do Quebec. A região possui 236 700 km², 96 861 habitantes e uma densidade demográfica de 0,4 hab/km². Está dividida em cinco regionalidades municipais e em 52 municípios.

## Subdivisões

### Regionalidades Municipais
- Caniapiscau
- La Haute-Côte-Nord
- Manicouagan
- Minganie
- Sept-Rivières
- Basse Côte-Nord

#### Território equivalente
- Basse-Côte-Nord

### Municípios Independentes
- Blanc-Sablon
- Bonne-Espérance
- Côte-Nord-du-Golfe-du-Saint-Laurent
- Gros-Mécatina
- Saint-Augustin

### Reservas Indígenas
- Betsiamites
- Essipit
- La Romaine
- Matimekosh
- Mingan
- Natashquan
- Uashat-Maliotenam

### Terra de Reserva Inuíte
- Kawawachikamach